# Cyclopsittini
Cyclopsittini este un mic trib de papagali din Australasia din familia Psittaculidae, format din șapte specii în două genuri (Cyclopsitta și Psittaculirostris). Sunt întâlniți pe insula Noua Guinee și în jurul acesteia, pe teritoriile Indoneziei, Papua Noua Guinee și în Australia tropicală. Membrii săi sunt numiți papagali smochin.

## Taxonomie
Grupul papagalilor smochin a fost propus pentru prima dată în 1891 la rang de familie, ca Cyclopsittacidae, din genul tip Cyclopsitta. Acesta a fost ulterior retrogradat la statutul de trib și inclus în familia Psittaculidae.
Studiile filogenetice moleculare susțin o grupare a papagalilor smochin (Cyclopsittini) cu papagalii înrudiți îndeaproape (Melopsittacini) și cu papagalii din subfamilia Loriinae. Relațiile dintre triburi și în cadrul Cyclopsitta și Psittaculirostris rămân să fie studiate în detaliu.

### Tribul Cyclopsittini
- Genul Cyclopsitta
  - Cyclopsitta gulielmitertii
  - Cyclopsitta diophthalma
- Genul Psittaculirostris
  - Psittaculirostris desmarestii
  - Psittaculirostris edwardsii
  - Psittaculirostris salvadorii